# Ясамальське кладовище
Ясамальське кладовище (азерб. Yasamal qəbiristanlığı), відоме також як цвинтар «Вовчі ворота» (азерб. Qurd Qapısı qəbiristanlığı) — багатоконфесійне загальноміське кладовище, розташоване в Ясамальському районі міста Баку.
Кладовище є найстародавнішим з наявних і найбільшим за площею кладовищем міста Баку і перебуває при Тресті цивільних послуг населенню Баку.
Ясамальське кладовище було засновано 1940 року і складається з трьох ділянок: мусульманської, юдейської та християнської.

## Відомі поховані
- Алі-Ага Шихлінський (1863—1943) — генерал від артилерії.
- Джахангір Багіров (1919—1943) — військовий льотчик.
- Іван Карягін (1894—1966) — ботанік, флорист і біогеограф
- Вагіф Мустафазаде[3] (1940—1979) — джазовий композитор і піаніст.
- Аліага Агаєв (1913—1983) — актор театру та кіно.
- Рубаба Мурадова[3] (1933—1983) — оперна співачка.
- Самандар Рзаєв[3] (1945—1986) — актор театру та кіно.
- Джейхун Мірзоєв (1946—1993) — кіноактор і режисер.
- Октай Агаєв[4] (1934—2006) — естрадний співак.
- Гюльшан Гурбанова[3] (1950—2006) — актриса театру та кіно.
- Мір Джафар Багіров (1895—1956) — партійний та державний діяч. Останки перепоховані у 2015 році/[5]
- Муратов Ільдар Хадживалетович (1946—2008) — професор Азербайджанського державного університету нафти та промисловості (азерб. Azərbaycan Dövlət Neft və Sənaye Universiteti).

## Галерея

Надгробні пам'ятники
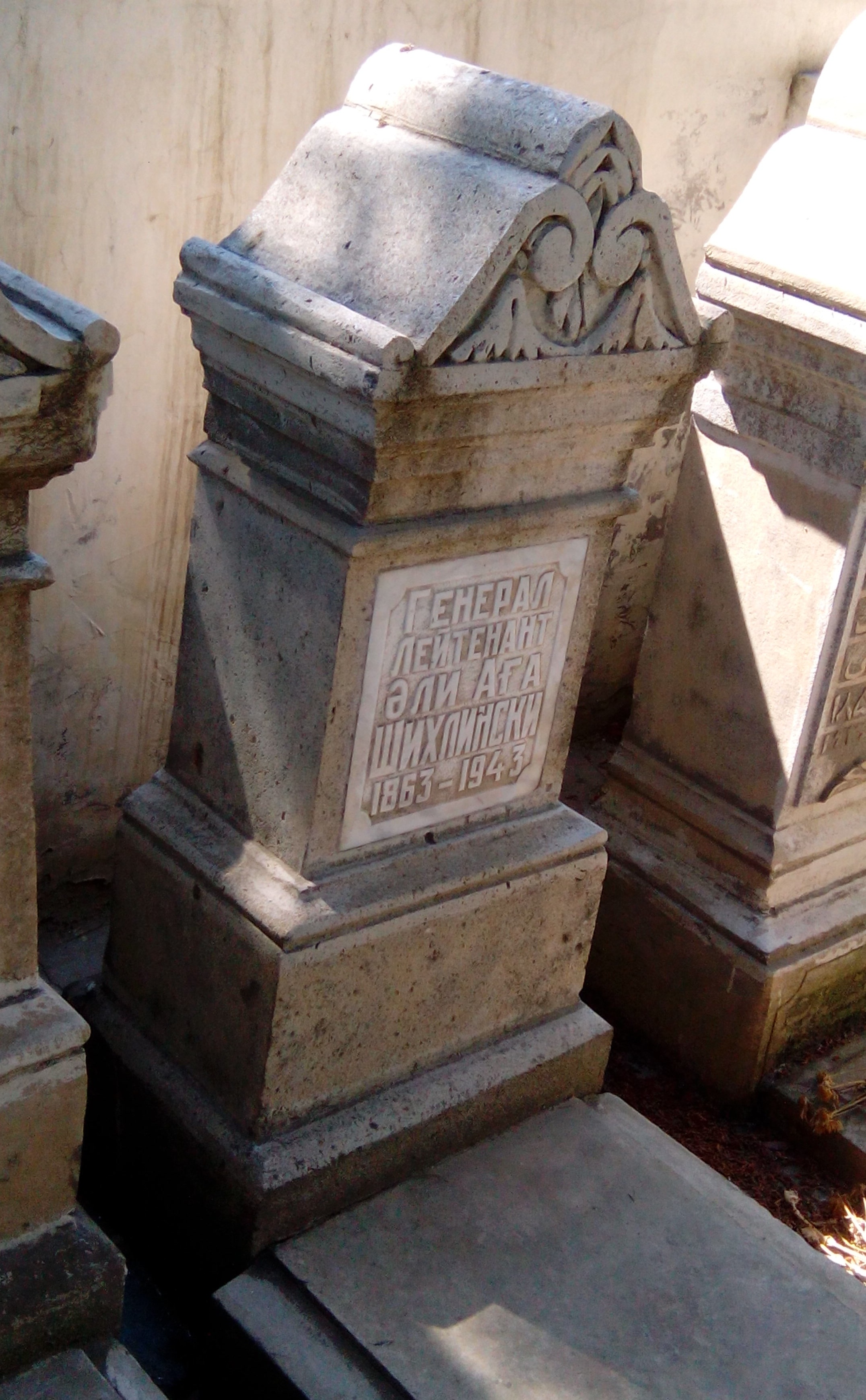
Алі-Ага Шихлінському
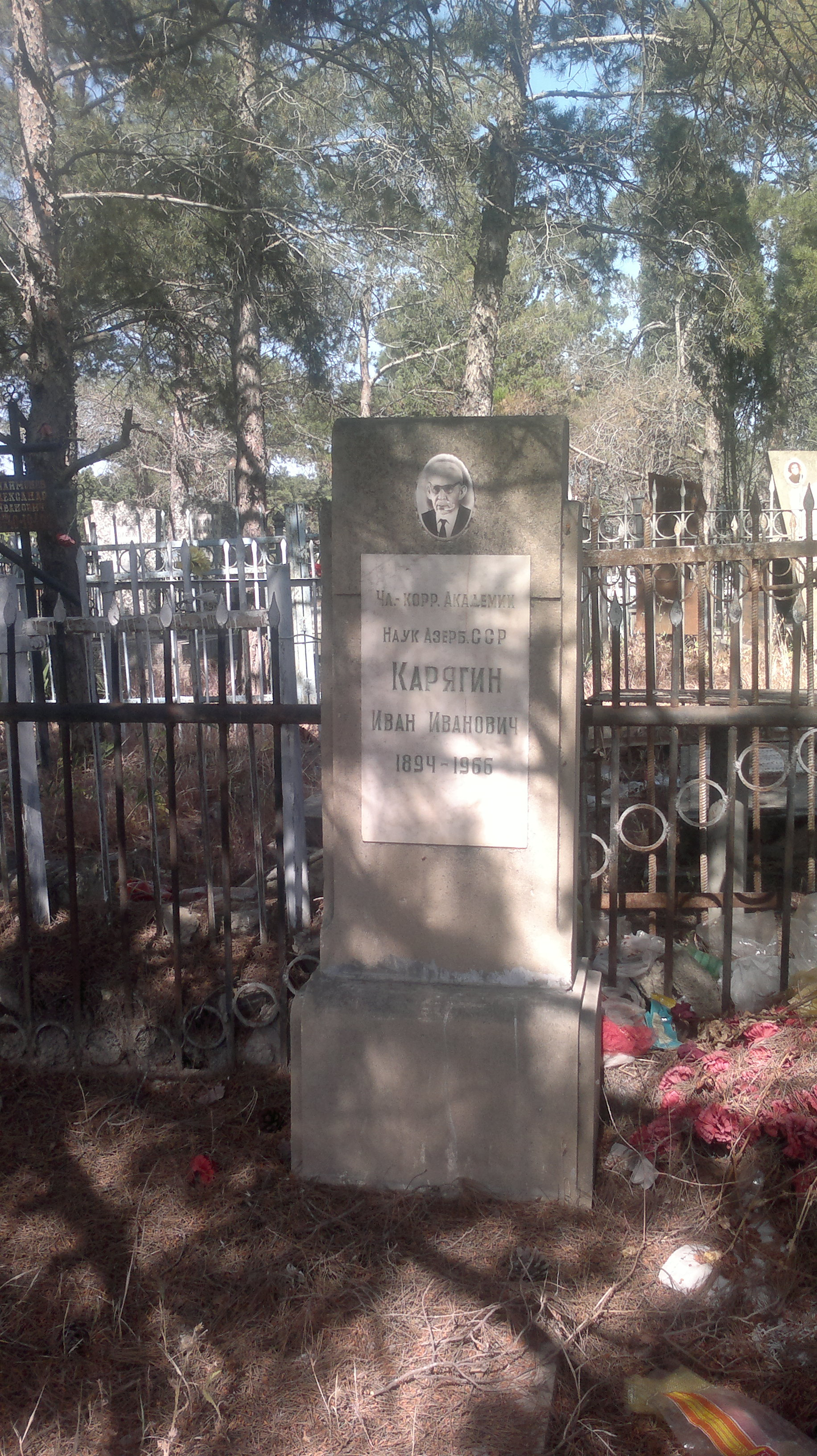
Івану Карягіну
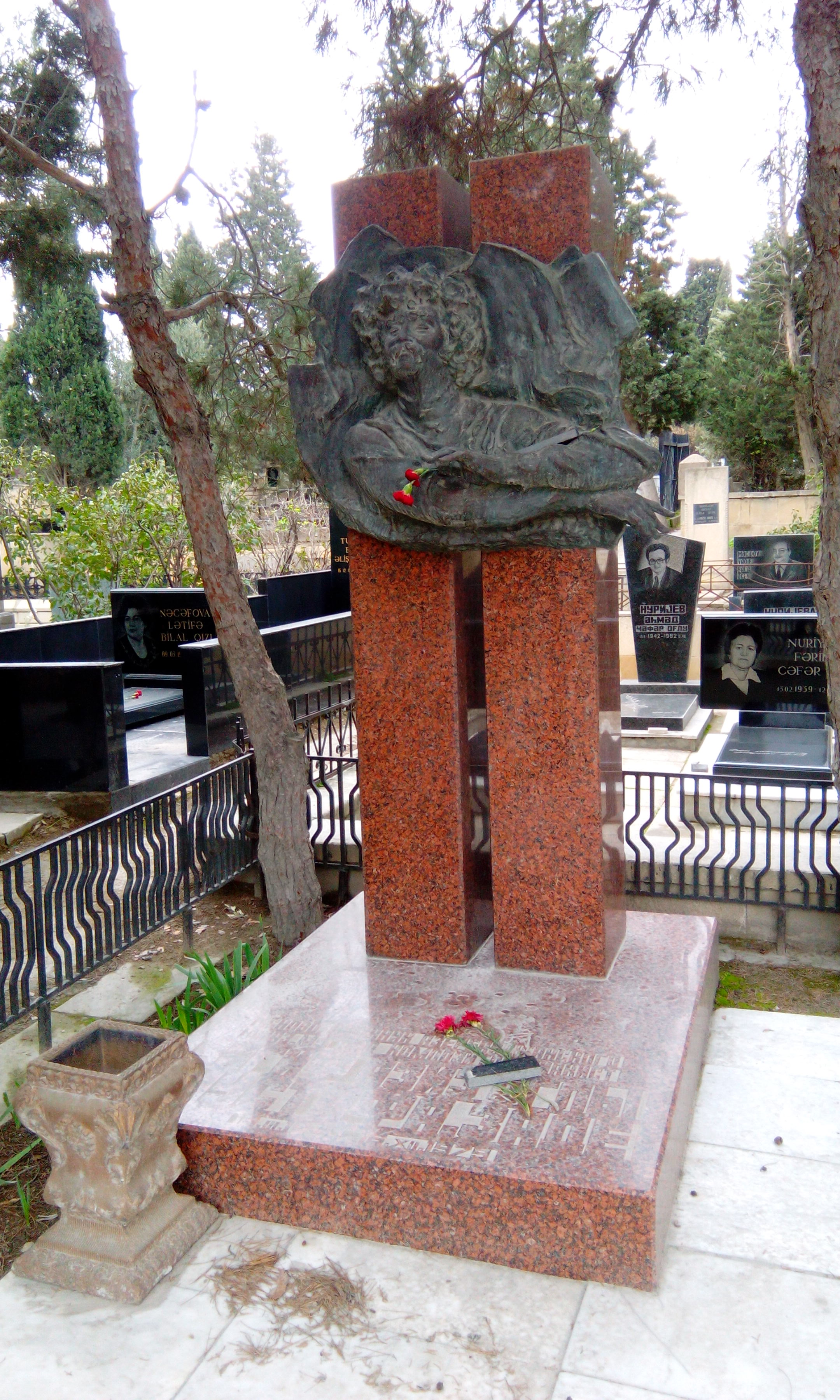
Вагіфу Мустафа-заде